# Amphipyra
Amphipyra Ochsenheimer, 1816 è un genere di lepidotteri appartenente alla famiglia Noctuidae, diffuso in Eurasia e America Settentrionale..

## Tassonomia
Amphipyra è l'unico genere della sottofamiglia Amphipyrinae, dato che tutti gli altri precedentementi contenuti sono stati spostati ad altre sottofamiglie. Il genere ha avuto diversi problemi di taxa non descritti e complessi di specie.

## Distribuzione e habitat
Il genere è presente in tutto l'emisfero settentrionale. In Europa è presente ovunque eccetto che nel nord della Russia, in Islanda e altre isole minori.

## Tassonomia

### Specie
Il genere comprende le seguenti specie:
- Amphipyra acheron Draudt, 1950
- Amphipyra acornuta Gyulai, Ronkay & Ronkay, 2014
- Amphipyra albicilia Hampson, 1894
- Amphipyra albolineola Yoshimoto, 1993
- Amphipyra alpherakii (Staudinger, 1888)
- Amphipyra amentet Babics, Benedek & Saldaitis, 2013
- Amphipyra averna Hreblay & Ronkay, 1997
- Amphipyra berbera Rungs, 1949
- Amphipyra boursini Hacker, 1998
- Amphipyra brunneoatra Strand, 1916
- Amphipyra cancellata Warren, 1911
- Amphipyra charon Draudt, 1950
- Amphipyra cinnamomea (Goeze, 1781)
- Amphipyra costiplaga Draudt, 1950
- Amphipyra cupreipennis Moore, 1882
- Amphipyra deleta Draudt, 1950
- Amphipyra deletaiwana Hreblay & Ronkay, 1998
- Amphipyra effusa Boisduval, 1828
- Amphipyra erebina Butler, 1878
- Amphipyra formosana Hacker & Ronkay, 1998
- Amphipyra fuscusa Chang, 1989
- Amphipyra glabella (Morrison, 1874)
- Amphipyra herrichschaefferi Hacker & Peks, 1998
- Amphipyra herzigi Hreblay & Ronkay, 1998
- Amphipyra horiei Owada, 1996
- Amphipyra himalayica Hampson, 1894
- Amphipyra kautti Hacker, 2002
- Amphipyra kitti Gaal-Haszler, 2012
- Amphipyra ligaminosa Eversmann, 1851
- Amphipyra livida (Denis & Schiffermüller, 1775)
- Amphipyra meifengensis Babics, Benedek & Saldaitis, 2013
- Amphipyra magna Walker, 1865
- Amphipyra marmorea Hreblay & Ronkay, 1998
- Amphipyra micans Lederer, 1857
- Amphipyra microlitha Hreblay & Ronkay, 1998
- Amphipyra molybdea Christoph, 1867
- Amphipyra monochroma Yoshimoto, 1993
- Amphipyra monolitha Guenée, 1852
- Amphipyra okinawensis Sugi, 1982
- Amphipyra owadai Hreblay, Peregovits & Ronkay, 1999
- Amphipyra pallidipennis Hreblay & Ronkay, 1998
- Amphipyra perflua (Fabricius, 1787)
- Amphipyra phantasma Eversmann, 1843
- Amphipyra porphyrea Hreblay & Ronkay, 1998
- Amphipyra pyramidea (Linnaeus, 1758)
- Amphipyra pyramidoides Guenée, 1852
- Amphipyra schrenckii Ménétriés, 1859
- Amphipyra sergei (Staudinger, 1888)
- Amphipyra shyrshana Chang, 1989
- Amphipyra stix Herrich-Schäffer, 1850
- Amphipyra striata Bremer & Grey, 1853
- Amphipyra strigata Fletcher, 1968
- Amphipyra subrigua Bremer & Grey, 1853
- Amphipyra suryai Yoshimoto, 1993
- Amphipyra tetra (Fabricius, 1787)
- Amphipyra tragopoginis (Clerck, 1759)
- Amphipyra tripartita Butler, 1878